# Phoenicia Hotel Beirut
Phoenicia Hotel Beirut — пятизвездочный элитный отель, расположенный в районе Минет-Эль-Хосн, Бейрут, Ливан. Находится на улице Fakhreddine, недалеко от набережной Корниш в Бейруте, в нескольких минутах ходьбы от Центрального района Бейрута и в 10 километрах от международного аэропорта Рафик Харири. Является частью сети отелей InterContinental Hotels Group.

## История
Отель был построен ливанским бизнесменом Наджибом Сальха, который основал La Société des Grands Hotels du Liban (SGHL) в 1953 году, и разработан известным американским архитектором Эдвардом Даррелл Стоуном, совместно с американским архитектором Джозефом Салерно и местными архитекторами Фердинандом Дагхером и Родольфом Элиасом. Дизайн был представлен в Левантийских традициях — вместе с этим появились высокие потолки отеля, широкие лестницы и роскошные колонны. Контракты на обустройство интерьера отеля были заключены с нью-йоркской компанией Уильяма Балларда и разработаны Нилом Принцем, который отвечал за внутренние убранства гостиниц Intercontinental Hotels.
Отель открыл свои двери для посетителей 23 декабря 1961 года как Phoenicia Intercontinental, управляемый American Intercontinental Hotels. Однако его торжественное открытие состоялось лишь три месяца спустя, 31 марта 1962 года. В тот день на церемонии присутствовал премьер-министр Ливана Рашид Караме, так же была приглашена актриса Дороти Дэндридж, а в ночном клубе отеля пел Ле Паон Руж, который был также приглашен в качестве почетного гостя. В отеле было представлено 310 номеров и апартаментов, магазины, рестораны, бассейны и бар.
Отель мгновенно завоевал успех, работая с полной заполненностью номеров. В результате было решено расширить отель. Смежная собственность была приобретена SGHL в 1963 году. Местному архитектору Филиппу Жозефу Караму. Архивировано из оригинала 4 сентября 2016 года. было поручено спроектировать 22-этажное здание на 270 номеров. Отель открылся вновь 19 апреля 1968 года, увеличив количество номеров в гостинице до 600.
Отель стал полем битвы во время Гражданской войны в Ливане в 1975-1976 годах и во время боевых действий, известных как Битва отелей, был разрушен. Он был заброшен в течение почти двадцати пяти лет до конца 1990-х пока Мазен, Марван и Наджиб Сальха — сыновья членов совета директоров SGHL, не решили восстановить отель.
Он был открыт 22 марта 2000 года под названием Phoenicia InterContinental Beirut. На восстановление проекта было выделено $100 млн. Над восстановлением работали архитекторы компании HOK. В июле 2003 года Phoenicia Residence в третьей башне, состоящий из 35 роскошных апартаментов, был открыт. Отель был поврежден в 2005 году во время теракта, в результате которого погиб Рафик Харири. После этого отель был закрыт на три месяца для проведения ремонтных работ. В 2011 году в отеле была проведена реконструкция с бюджетом в $50 млн, которая совпала с его 50-летним юбилеем. В честь празднования 50-летнего юбилея, в отеле была выставлена выставка современного искусства, где были представлены произведения Говарда Ходжкина, Сэма Фрэнсиса, Яна Диббетса, Энди Голдзуорси, Пола Моррисона и Ричарда Лонга. В 2012 году отель был переименован в Phoenicia Hotel Beirut, все еще оставаясь в сети InterContinental.

## В фильмах
За всю свою историю Phoenicia Hotel Beirut был много раз предоставлен для съёмок в фильмах, так как является достаточно известной достопримечательностью в Бейруте. Список фильмов, в которых появлялся отель:
- «24 Hours to Kill» Архивная копия от 23 июля 2020 на Wayback Machine (англ. 24 часа для убийства) (1965)
- «Agent 505 — Todesfalle Beirut» Архивная копия от 12 октября 2020 на Wayback Machine (нем. Агент 505 — Гибель Бейрута) (1966)
- «Die Fälschung» Архивная копия от 5 сентября 2020 на Wayback Machine (нем. Подделка) (1981)
- «Je veux voir» Архивная копия от 7 мая 2019 на Wayback Machine (франц. Я хочу видеть) (2008)